# 우주 전사 불의 사나이
"우주 전사 불의 사나이"(Space Warrior, Fireman)는 한국에서 제작된 배해성 감독의 1991년 영화이다. 이경규 등이 주연으로 출연하였고 강대선 등이 제작에 참여하였다.

## 출연

### 주연
- 이경규
- 장민성
- 장민석
- 김지영
- 최명진

### 조연
- 김수겸
- 유일운
- 이숙

## 기타
- 원작자: 배해성
- 조명: 김태성
- 특수효과: 백진